# Галаула (Гаваї)
Галаула (англ. Halaula) — переписна місцевість (CDP) в США, в окрузі Гаваї штату Гаваї. Населення — 773 особи (2020).

## Географія
Галаула розташована за координатами 20°13′40″ пн. ш. 155°46′49″ зх. д. / 20.22778° пн. ш. 155.78028° зх. д. (20.227799, -155.780183).  За даними Бюро перепису населення США в 2010 році переписна місцевість мала площу 7,62 км², з яких 6,86 км² — суходіл та 0,76 км² — водойми.

## Демографія
Згідно з переписом 2010 року, у переписній місцевості мешкало 469 осіб у 155 домогосподарствах у складі 109 родин. Густота населення становила 62 особи/км².  Було 173 помешкання (23/км²).
Расовий склад населення:
| - 31,1 % — азіатів - 15,4 % — білих - 7,0 % — вихідців з тихоокеанських островів - 0,6 % — чорних або афроамериканців - 3,2 % — осіб інших рас |

До двох чи більше рас належало 42,6 %. Частка іспаномовних становила 20,7 % від усіх жителів.
За віковим діапазоном населення розподілялося таким чином: 22,6 % — особи молодші 18 років, 59,1 % — особи у віці 18—64 років, 18,3 % — особи у віці 65 років та старші. Медіана віку мешканця становила 42,8 року. На 100 осіб жіночої статі у переписній місцевості припадало 100,4 чоловіків;  на 100 жінок у віці від 18 років та старших — 95,2 чоловіків також старших 18 років.
Середній дохід на одне домашнє господарство  становив 63 824 долари США (медіана — 54 750), а середній дохід на одну сім'ю — 64 676 доларів (медіана — 54 750). За межею бідності перебувало 13,2 % осіб, у тому числі 21,0 % дітей у віці до 18 років та 0,0 % осіб у віці 65 років та старших.
Цивільне працевлаштоване населення становило 274 особи. Основні галузі зайнятості: мистецтво, розваги та відпочинок — 40,1 %, науковці, спеціалісти, менеджери — 20,1 %, освіта, охорона здоров'я та соціальна допомога — 10,2 %, публічна адміністрація — 6,2 %.